# Andropogon bourgaei
Andropogon bourgaei är en gräsart som beskrevs av Eduard Hackel. Andropogon bourgaei ingår i släktet Andropogon och familjen gräs. Inga underarter finns listade i Catalogue of Life.